# Джекі Армстронґ-Гоменюк
Джекі Армстронґ-Гоменюк — канадська політична діячка, була обрана на загальних виборах Альберти 2019 року, щоб представляти виборчий округ Форт Саскачеван-Веґревіль у 30-х Законодавчій асамблеї Альберти. Вона належить до Об'єднаної консервативної партії.

## Кар'єра
Армстронґ-Гоменюк представила Законопроєкт про захист учнів із алергією, що загрожує життю (законопроєкт 201), згідно з яким усі школи, що фінансуються державою, повинні мати наготові автоінжектори адреналіну (EpiPens), якщо у когось виникне несподівана, небезпечна для життя алергічна реакція. Законопроєкт 201 отримав королівську згоду 28 червня 2019 року та набув чинності 1 січня 2020 року.